# Герман Чиковски
Отец Герман Дамянов Чико̀вски е български духовник и революционер, костурски войвода на Вътрешната македоно-одринска революционна организация.

## Биография
Отец Герман е роден в костурското село Черешница, тогава в Османската империя, днес Поликерасо, Гърция около 1864-1865 година. Произхожда от големия Чиковски род, чиито разклонения са Шкембови, Цинини, Шклифови, Пецови, Кириджиови. Завършва българска прогимназия в Битоля, след което с братята си държи сиренарски магазин в Цариград. Става екзархийски свещеник и се завръща в родното си село, за да се включи в църковно-просветната и политическа борба в Македония.
Става член на ВМОРО и по време на Илинденско-Преображенското въстание е войвода на четата от Черешница. След потушаването на въстанието е заловен от властите и лежи в затвора. През януари 1904 година е амнистиран. Тъй като има опасност да бъде убит от гръцки андарти, получава покана да се пресели и работи в България, но отказва с думите:
| „ | Аз станах свещеник да служа на българите во Македония. | “ |

Пред семейството си отец Герман уточнява:
| „ | Дадох клетва пред Бога и екзарха Йосиф да служа на моя български народ во Македония | “ |

През юли 1908 година отец Герман е отровен от гърци в болницата в Костур. Осем години след смъртта му, според местния обичай, костите му са извадени и препогребани в малко съндъче. Част от тях е зелена от отровата, причинила смъртта му. По-късно името на надгробната му плоча е променено на „Германос Цикос“.
Герман Дамянов има двама сина (Кузма и Благой) и три дъщери (София, Яна и Василка). Благой Германов емигрира в САЩ и е активен член на МПО „Борис Сарафов“, Кантон, Охайо, а дъщерята на Герман Чиковски София се жени за Андон Главчев, съосновател на МПО „Борис Сарафов“.